# Wind River (film)
Wind River är en amerikansk thriller från 2017, med manus och regi av Taylor Sheridan. I rollerna spelar bland andra Jeremy Renner, Elizabeth Olsen, Jon Bernthal och Kelsey Asbille. Filmen hade premiär på Sundance filmfestival 2017.

## Handling
Filmen handlar om ett fiktivt mordfall på Wind Rivers indianreservat i Klippiga bergen i Wyoming. Mordet utreds av FBI-agenten Jane Banner, spelad av Elizabeth Olsen. Cory Lambert, spelad av Jeremy Renner, arbetar för United States Fish and Wildlife Service och var den som upptäckte kroppen, och tillsammans utreder de mordet under de svåra vinterförhållanden som råder i reservatets vildmark.

## Rollista
- Jeremy Renner – Cory Lambert
- Elizabeth Olsen – Jane Banner
- Jon Bernthal – Matt
- Kelsey Chow – Natalie Hanson
- Julia Jones – Wilma Lambert
- Gil Birmingham – Martin Hanson
- Martin Sensmeier – Chip
- Eric Lange – Dr. Whitehurst
- James Jordan – Pete Mickens
- Ian Bohen – Evan
- Hugh Dillon – Curtis
- Graham Greene – Ben Shoyo
- Matthew Del Negro – Dillon
- Teo Briones – Casey Lambert
- Tantoo Cardinal – Mrs. Hanson

## Utmärkelser
- Filmfestivalen i Cannes 2017: Un certain regard för bästa regi till Taylor Sheridan.
- National Board of Review 	2017: Top Ten Independent Film